# 马赫什·布帕蒂

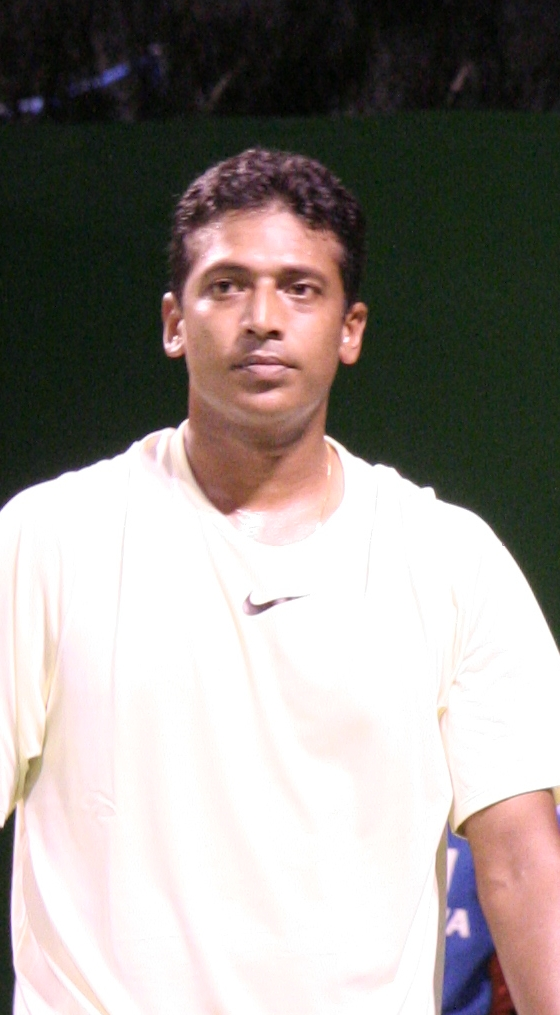
马赫什·布帕蒂

马赫什·史林尼万斯·布帕蒂（英語：Mahesh Shrinivas Bhupathi，1974年6月7日—），出生于印度钦奈，职业网球运动员。曾获得1999年、2001年法国网球公开赛、1999年温布尔登网球锦标赛和2002年美国网球公开赛男子双打冠军，1997年法国网球公开赛、1999年2005年美国网球公开赛、2002年2005年温布尔登网球锦标赛和2006年2009年澳大利亚网球公开赛混合双打冠军。